# Krishnagiri, Pavagada
Krishnagiri là một làng thuộc tehsil Pavagada, huyện Tumkur, bang Karnataka, Ấn Độ.